# 안돈 (제조업)

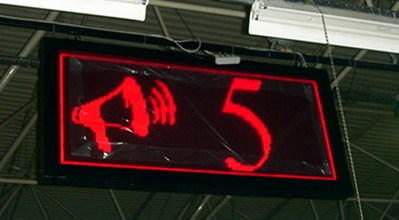
사인보드

안돈(일본어: アンドン 또는 あんどん 또는 行灯)은 제조업 분야에서 관리, 유지 관리 및 기타 작업자에게 품질 또는 프로세스 문제를 알리는 시스템이다. 경고는 작업자가 풀코드나 버튼을 사용하여 수동으로 활성화하거나 생산 장비 자체에서 자동으로 활성화할 수 있다. 시스템에는 문제를 수정할 수 있도록 생산을 일시 중지하는 수단이 포함될 수 있다. 일부 최신 경보 시스템에는 오디오 경보, 텍스트 또는 기타 디스플레이가 포함되어 있다. 스택 조명은 가장 일반적으로 사용되는 것 중 하나이다.
"안돈"은 원래 행등을 의미하는 일본어에서 차용된 단어이다. 일본 제조업체는 품질 관리를 시작했다.